# Costituzione siriana
La Costituzione siriana (in arabo دستور سوريا‎?, Dustūr Sūriyā) è la legge fondamentale della Repubblica Araba di Siria, approvata il 13 marzo 2025 dopo la caduta del regime di Bashar al-Assad, prendendo il posto della Costituzione siriana del 2012.
Questa Costituzione è provvisoria, è basata su un sistema presidenziale e sulla giurisprudenza islamica ma senza rendere il paese una Repubblica islamica, ha una durata quinquennale durante la quale sarà approntata una Costituzione definitiva.
Essa garantisce i diritti delle donne, delle minoranze etno-religiose del paese e «la libertà di opinione, espressione e stampa».

## Storia
La prima Costituzione siriana venne emanata nel 1930, dopo essere stata redatta da un comitato presieduto da Ibrahim Hananu, e fu la costituzione fondatrice della Repubblica siriana sotto il mandato francese. Fu poi sostituita dalla Costituzione del 5 settembre 1950, che fu in seguito rimpiazzata dalla terza Costituzione del 10 luglio 1953 e dalla Costituzione della Repubblica Araba Unita. È stata infine sostituita dalla Costituzione provvisoria del 25 aprile 1964, a sua volta sostituita dalla Costituzione provvisoria del 1º maggio 1969.
Il 13 marzo 1973 è stata adottata una nuova costituzione, in vigore fino al 27 febbraio 2012. Essa rafforzò il potere del Partito del Risorgimento Arabo Socialista (Baʿth), che nell'articolo 8 è descritto come "il partito leader nella società e nello Stato", anche se la Siria non era, come spesso si crede, un sistema monopartitico in termini formali. La costituzione fu emendata nel 1981 per richiedere che il Presidente fosse di fede musulmana, mentre nel 2000 fu diminuita l'età minima del Presidente da 40 a 34 anni.
Durante la guerra civile siriana del 2011-2012, un nuovo testo costituzionale è stato sottoposto al referendum del 26 febbraio 2012 per abolire il vecchio articolo 8, che aveva radicato il potere del partito Ba'ath. Il nuovo articolo 8 recita: "Il sistema politico si basa sul principio del pluralismo politico, e il governo si ottiene e si esercita democraticamente solo attraverso il voto". Inoltre, nel nuovo articolo 88 sono state introdotte le elezioni presidenziali ed è stato limitato la durata del mandato del presidente a sette anni con un massimo di una rielezione.
Il referendum ha portato all'adozione della nuova Costituzione con 89,42% dei voti favorevoli, entrata in vigore il giorno successivo 27 febbraio 2012. La Costituzione garantisce pari diritti e opportunità secondo la legge, integrata da leggi sul lavoro che garantiscono la parità di retribuzione e di prestazioni di maternità per le donne. Il potere effettivo in Siria spetta al Presidente della Repubblica (dal 2000, Bashar al-Assad, rieletto nel 2014), che, secondo l'articolo 84 della vecchia Costituzione, è stato eletto in un referendum popolare incontestato su proposta del ramo siriano del partito Ba'ath. Tuttavia, in conformità con la nuova costituzione, altri partiti hanno negato l'opportunità di assumere ruoli presidenziali nel Paese, evidente a partire dalle elezioni siriane del 2014.
Il capo dei ribelli anti-Assad, Aḥmad Ḥusayn al-Sharʿa, dopo il rovesciamento del regime di Assad nel dicembre 2024 ed essere diventato presidente ad interim della Siria, ha annunciato la necessità di concepire una nuova Costituzione siriana, redatta da una commissione di sette esperti e approvata in via provvisoria il 13 marzo 2025. Il testo riprende alcuni elementi della precedente Costituzione assadista: rimane valido il fatto che il capo di stato debba essere musulmano, a differenza della precedente però stabilisce la separazione dei poteri.

## Contenuti
La Costituzione siriana è divisa in 6 parti (esclusa l'introduzione):
1. Principi fondamentali
2. Diritti, libertà e Stato di diritto
3. Autorità dello Stato
4. La Corte costituzionale suprema
5. Modificare la Costituzione
6. Disposizioni generali e transitorie